# Ray Baker
Pour les articles homonymes, voir Baker et Raymond Baker.
Raymond Dubois Baker — né le 9 juillet 1948 à Omaha (Nebraska) — est un acteur américain, connu comme Ray Baker (parfois crédité Raymond Baker).

## Biographie
Au théâtre, Ray Baker joue notamment à Broadway (New York), où il débute dans une pièce représentée en 1979. Suivent quatre autres pièces — la dernière à ce jour jouée jusqu'en 1988 —, dont Crimes du cœur de Beth Henley (1981-1983, avec Mary Beth Hurt et Peter MacNicol), ainsi qu'une comédie musicale en 1982.
Au cinéma, il contribue à une trentaine de films américains, le premier sorti en 1972 (dans un petit rôle non crédité) ; son deuxième film est Gloria de John Cassavetes (1980, avec Gena Rowlands dans le rôle-titre) ; le dernier à ce jour est Coach Carter de Thomas Carter (2005, avec Samuel L. Jackson dans le rôle-titre).
Dans l'intervalle, citons Silverado de Lawrence Kasdan (1985, avec Kevin Kline et Scott Glenn), Total Recall de Paul Verhoeven (1990, avec Arnold Schwarzenegger et Rachel Ticotin), Ed Wood de Tim Burton (1994, avec Johnny Depp et Martin Landau) et Apparences de Robert Zemeckis (2000, avec Harrison Ford et Michelle Pfeiffer).
Pour la télévision, il apparaît dans près de quarante séries à partir de 1978, la dernière à ce jour étant House of Lies (un épisode, 2015). Auparavant, mentionnons Equalizer (trois épisodes, 1985-1986), Cybill (onze épisodes, 1997-1998) et FBI : Portés disparus (trois épisodes, 2003-2005).
Il collabore également à une trentaine de téléfilms, le premier diffusé en 1977 ; le dernier à ce jour est Des yeux dans la nuit de Stephen Bridgewater (2007, avec Valerie Bertinelli et Sasha Pieterse).

## Théâtre à Broadway
(pièces, sauf mention contraire)
- 1979 : Are You Now or Have You Ever Been d'Erc Bentley : Larry Parks
- 1980 : Division Street de Steve Tesich : Chris (comme doublure de John Lithgow)
- 1981-1983 : Crimes du cœur (Crimes of the Heart) de Beth Henley : « Doc » Porter
- 1982 : Is There Life After High School?, comédie musicale, musique et lyrics de Craig Carnelia, livret de Jeffrey Kindley : rôle non spécifié
- 1982-1985 : Torch Song Trilogy de Harvey Fierstein : Ed[1] (remplacement, dates non précisées)
- 1985-1988 : I'm Not Rappaport d'Herb Gardner : le cow-boy (remplacement, dates non précisées)

## Filmographie partielle

### Cinéma
- 1980 : Gloria de John Cassavetes : le directeur-adjoint de la banque
- 1983 : Le Mystère Silkwood (Silkwood) de Mike Nichols : Pete Dawson
- 1984 : CHUD (C.H.U.D.) de Douglas Cheek : l'annonceur
- 1984 : Les Saisons du cœur (Places in the Heart) de Robert Benton : le shérif Royce Spalding
- 1985 : Silverado de Lawrence Kasdan : Ethan McKendrick
- 1988 : Everybody's All-American de Taylor Hackford : Bolling Kiely
- 1988 : Rain Man de Barry Levinson : M. Kelso
- 1990 : Total Recall de Paul Verhoeven : Bob McClane
- 1990 : Un ange de trop (Heart Condition) de James D. Parriott : Harry Zara
- 1990 : Masters of Menace de Daniel Raskov
- 1993 : La Cité des monstres (Freaked) d'Alex Winter et Tom Stern : Bill Blazer
- 1994 : Ed Wood de Tim Burton : le médecin
- 1994 : Chérie, vote pour moi (Speechless) de Ron Underwood : Garvin
- 1994 : Camp Nowhere de Jonathan Prince : Norris Prescott
- 1996 : Ultime Décision (Executive Decision) de Stuart Baird : le capitaine du 747
- 1997 : Secrets (A Thousand Acres) de Jocelyn Moorhouse : Wallace Crockett
- 1998 : Pluie d'enfer (Hard Rain) de Mikael Salomon : le maire
- 1999 : Ma mère, moi et ma mère (Anywhere But Here) de Wayne Wang : Ted
- 1999 : Une vie volée (Girl, Interrupted) de James Mangold : M. Kaysen
- 2000 : Apparences (What Lies Beneath) de Robert Zemeckis : Dr Stan Powell
- 2001 : Sweet November de Pat O'Connor : Buddy Leach
- 2003 : La Morsure du lézard (Holes) d'Andrew Davis : l'assistant de l'avocat général
- 2004 : The Last Run de Jonathan Segal : M. Powers
- 2004 : Jusqu'au cou (Without a Paddle) de Steven Brill : le shérif Briggs
- 2005 : Coach Carter de Thomas Carter : l'entraîneur de Saint Francis

### Télévision
Séries
- 1985-1986 : Equalizer
  - Saison 1, épisode 4 La Grande Ville (The Lock Box, 1985) de Russ Mayberry, épisode 11 Par désœuvrement (Desperately, 1985) de Donald Petrie et épisode 15 La Chaîne infernale (Dead Drop, 1986) de Donald Petrie : Dana
- 1986 : Spenser (Spenser: For Hire)
  - Saison 1, épisode 17 En lieu sûr (In a Safe Place) de Virgil W. Vogel : Matt Wilson
- 1989 : Booker
  - Saison unique, épisode 8 Combines en tous genres (Wheels and Deals, Part I) : Raymond Crane
- 1989 : 21 Jump Street
  - Saison 4, épisode 10 Gros Cubes et Gros Sous (Wheels and Deals, Part II) : Raymond Crane
- 1992 : Great Scott!
  - Saison unique, 13 épisodes (intégrale) : Walter Melrod
- 1993 : Kung Fu, la légende continue (Kung Fu: The Legend Continues)
  - Saison 1, épisode 20 Le Jardin de roses (I Never Promised You a Rose Garden) : Paul Caldrin
- 1994 : Papa bricole (Home Improvement)
  - Saison 3, épisode 18 The Eve of Construction d'Andy Cadiff : l'inspecteur
- 1994-1995 : Au cœur de l'enquête (Under Suspicion)
  - Saison unique, 18 épisodes (intégrale) : le chef Jack DeSort
- 1997-1998 : Cybill
  - Saisons 3 et 4, 11 épisodes : Dr Richard Thorpe
- 1999 : Pensacola
  - Saison 2, épisode 15 Duel aérien (Fox Two) : Pearly
- 2000 : À la Maison-Blanche (The West Wing)
  - Saison 1, épisode 13 Le Jour des poubelles (Take Out the Trash Day) de Ken Olin : Jonathan Lydell
- 2000 : Troisième planète après le Soleil (3rd Rock from the Sun)
  - Saison 6, épisode 6 L'Enseignement selon Dick (Why Dickie Can't Teach) : M. Demarmel
- 2001 : Preuve à l'appui (Crossing Jordan)
  - Saison 1, épisode 7 Un souffle de vie (Sight Unseen) de Dick Lowry : un agent du FBI / un major
- 2001-2004 : JAG
  - Saison 6, épisode 10 De vieilles connaissances (Tough and Go, 2001) de James Whitmore Jr. : l'amiral Hollenbeck
  - Saison 10, épisode 4 L'Homme du Président (Whole New Ball Game, 2004) de Terrence O'Hara : le major-général Finstra
- 2002 : Des jours et des vies (Days of Our Lives), feuilleton, épisode 9366 (sans titre) : Frank Daniels
- 2003 : The Shield
  - Saison 2, épisode 9 Au premier jour (Co-Pilot) de Peter Horton : le détective Tom Gannon
- 2003 : Le Protecteur (The Guardian)
  - Saison 3, épisode 4 Loin des yeux (The Father-Daughter Dance) : Albert Aaronson
- 2003-2005 : FBI : Portés disparus (Without a Trace)
  - Saison 1, épisode 17 Une question d'honneur (Kam Li, 2003) et épisode 21 Enquête interne (Are You Now or Have You Ever Been?, 2003) de Peter Markle : Victor Fitzgerald
  - Saison 4, épisode 1 Traqué (Showdown, 2005) : Victor Fitzgerald
- 2005 : Cold Case : Affaires classées (Cold Case)
  - Saison 2, épisode 14 L'Amour, pas la guerre (Revolution) : Brian McCormick en 2005
- 2006 : Numbers (Numb3rs)
  - Saison 2, épisode 16 Les Fantômes du passé (Protest) de Dennis Smith : Jack Bennett
- 2006 : Esprits criminels (Criminal Minds)
  - Saison 1, épisode 21 Les Témoins du secret (Secret and Lies) de Matt Earl Beesley : Bruno Hawks
- 2006 : Urgences (ER)
  - Saison 13, épisode 5 Ames contre Kovac (Ames vs. Kovac) : Durant
- 2007 : Cane
  - Saison unique, épisode 3 La Famille avant tout (The Two Alex Vegas) de Peter Markle : Randall Eames
- 2007 : Bones
  - Saison 3, épisode 7 Retour vers le futur (Boy in the Time Capsule) de Chad Lowe : Daniel Dillon
- 2008 : Heroes
  - Saison 3, épisode 10 L'Éclipse, 1re partie (The Eclipse, Part I) de Greg Beeman et épisode 11 L'Éclipse, 2e partie (The Eclipse, Part II) de Holly Dale : M. Millbrook
- 2015 : House of Lies
  - Saison 4, épisode 5 The Urge to Save Humanity Is Almost Always a False Front for the Urge to Rule de Don Cheadle : Cal Manchester

Téléfilms
- 1977 : Eleanor and Franklin: The White House Years de Daniel Petrie : James Roosevelt
- 1981 : Dream House de Joseph Hardy : Steve Corcoran
- 1986 : Nobody's Child de Lee Grant : Joe Balter
- 1986 : Taking It Home de Sam Weisman : Johnny
- 1987 : The Long Journey Home de Rod Holcomb : Grey Harrison
- 1990 : Elle a dit non (She Said No) de John Tiffin Patterson : Frank Igus
- 1992 : In Sickness and in Health de Jeff Bleckner : Sam
- 1992 : Jusqu'à ce que le meurtre nous sépare (Her Final Fury: Betty Broderick, the Last Chapter) de Dick Lowry : Jack Earley
- 1993 : L'Instinct de survie (River of Rage: The Taking of Maggie Keene) de Robert Iscove : Coy Baron
- 1995 : Never Say Never: The Deidre Hall Story de John Tiffin Patterson : le premier mari de Deidre
- 1996 : Jeunesse volée (A Friend's Betrayal ou Stolen Youth) de Christopher Leitch : Robert
- 1996 : The Tomorrow Man de Bill D'Elia : Berman
- 1997 : Double Écho (Echo) de Charles Corell : Stu Fishman
- 1997 : Le Prix de la gloire (Perfect Body) de Douglas Barr : Elliot Bradley
- 1997 : Arabesque : La Peur aux trousses (Murder, She Wrote: South by Southwest) d'Anthony Pullen Shaw : Wilder
- 1998 : Oklahoma City: A Survivor's Story de John Korty : Roy Salyers
- 2002 : Diagnosis Murder: Town Without Pity de Christopher Hibler : Johnny Orr
- 2003 : 44 minutes de terreur (44 Minutes: The North Hollywood Shoot-Out) d'Yves Simoneau : Harris
- 2007 : Des yeux dans la nuit (Claire) de Stephen Bridgewater : le shérif Birch